# محطة تحكم أرضية

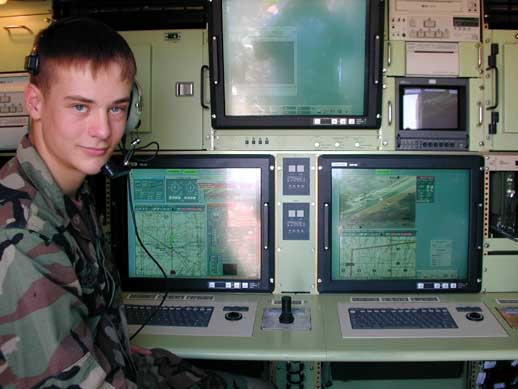
بداخل إحدى محطات التحكم الأرضية.

محطة تحكم أرضية (اختصار: GCS) هي مركز تحكم أرضي أو في عرض البحر الذي يقدم خدمات التحكم في المركبات غير المأهوله بالبشر المحلقة في الجو أو الفضاء. تستطيع محطة التحكم الأرضية التحكم في الطائرات بدون طيار أو الصواريخ الموجهة أسفل أو أعلى الغلاف الجوي الأرضي.

## معدات محطة التحكم الأرضية
معدات محطة التحكم الأرضية هي مجموعة كاملة من أنظمة المعدات الموجودة في موقعٍ أرضي تُستخدم للسيطرة على الطائرات بدون طيار. وتتضمن هذه الأنظمة واجهة المستخدم وحاسوب، وجهاز قياس عن بعد وبطاقة التقاط فيديوهات وهوائيات تحكّم، ووصلات فيديو وبيانات للطائرات بدون طيار.